# 濱田友緒
濱田 友緒（はまだ ともお、1967年（昭和42年）1月1日 - ）は、栃木県益子町の「益子焼」の陶芸家である。
濱田晋作の次男であり濱田庄司の孫にして濱田窯3代目当主である。
益子参考館：濱田庄司記念益子参考館館長も務め、参考館の運営を通して「濱田庄司研究」にも勤しむ。
「濱田家3代目」として「益子焼の町・益子」の取りまとめ役及びその代表を担い、日本全国各地と世界各国の美術館、大学、陶芸施設、百貨店、ギャラリー、大使館などで展覧会、講演会、陶芸ワークショップなど、様々な活動を行っている。

## 来歴
1967年（昭和42年）1月1日、濱田晋作の次男、濱田庄司の孫として栃木県芳賀郡益子町に生まれる。
幼い頃から祖父と父親の仕事である作陶に接しながら育ち、物心が付く前の3歳の時に「陶芸家になりたい」と話し、祖父の庄司から大変可愛がられていた。仕事場に遊びにいくと祖父・庄司や父・晋作が「やあ来たか」と迎えてくれた。庄司は忙しいにもかかわらず、友緒が絵を描いていると隣に来ては一緒に絵を描いてくれた。そして何度か庄司から絵付けの競争を持ちかけられては「こんな線は大人には描けない。子どもには敵わない」と楽しそうに語ったというエピソードもある。そして小学生の時には既に陶芸を「好きでやっていく自分の仕事」として迷い無く自覚していた。
1985年（昭和60年）に栃木県立真岡高等学校を卒業後、父・晋作の意向もあり、表現者としての素養を育むために多摩美術大学美術学部彫刻科に進学。彫刻や現代アートに触れながら民芸や工芸、陶芸の現在の状況を把握し理解していった。そして祖父・庄司を富本憲吉や河井寛次郎と並べて一人の作家として見ることが出来るようになっていった。その一方で大学在学中も、休みの間は益子に戻り、父・晋作の下で陶芸修行も積み重ねていった。
1989年（平成元年）、多摩美術大学を卒業後、同大学院美術研究科に進学。大学院に進学した時にはさすがに両親を慌てさせたという。
1991年（平成3年）大学院修了。以降、濱田家三代目として家業を継ぐべく研鑽を積んでいった。
1995年（平成7年）6月、益子町文化交流使節団の一員として渡英。バーナード・リーチが興した「リーチ・ポタリー（英語: Leach Pottery）」があった「セント・アイヴス」を始めとしてダーティントン、ロンドンなどを訪問。「濱田庄司の孫」「濱田家三代目」として濱田庄司とバーナード・リーチ以降に途絶えてしまっていた「セント・アイヴスと益子の交流」の再会に貢献した。
2005年（平成17年）には、「アーツ＆クラフツ運動」の展覧会である英国・ロンドンで開催された「アーツ＆クラフツ・ムーヴメント展」を見学し、招待されたドイツ・ミュンヘン郊外のランズウット陶芸大学のワークショップで5日間講師を務めた。
2006年（平成18年）、祖父・庄司が焼成していた「塩焼き：塩釉」を復活させるべく、塩釉専門の窯である「志緒窯」を築窯した。
2008年（平成20年）、セント・アイヴスの「リーチ・ポタリー（英語: Leach Pottery）復興記念式典」に出席。バーナード・リーチの孫であるジョン・リーチ氏とテープカットを行った。同年、「濱田窯」三代目代表に就任。
2012年（平成24年）、公益財団法人濱田庄司記念益子参考館館長に就任。以降、2011年（平成23年）に発生した東日本大震災で被災した益子参考館と濱田窯の再建に尽力していった。同年、益子町とセント・アイヴスの友好都市締結のため益子町使節団の一員として渡英。リーチ・ポタリー（英語: Leach Pottery）、ロンドンなどを訪問する。
2013年（平成25年）、濱田庄司記念益子参考館が数多くの寄付金をもとにして再建し「益子参考館再建式典」を館内で開催した。
2015年（平成27年）、益子参考館内にある、震災で崩壊した後、再建を果たした濱田庄司の大窯登り窯を使用して、震災復興を記念する「濱田庄司登り窯復活プロジェクト」を開催。そのプロジェクトの会長に就任し、益子の陶芸家など約100名が参加し焼成を行い好評を博した。そして2018年（平成30年）には益子焼と笠間焼の陶芸家計87名が参加し、第2回目となる登り窯復活プロジェクトを開催した。
2019年（平成31年）1月に発売された益子焼の新ブランド「BOTE&SUTTO」の商品開発を、プロダクトデザイナー・深澤直人や「清窯」2代目・大塚一弘、「道祖土和田窯」代表・塚本倫行と共に担当し、その営業活動を行った
2021年（令和3年）、「リーチ・ポタリー（英語: Leach Pottery）創立100年を記念する「益子×セントアイヴス100年祭」を益子町で開催し、その実行委員長を務めた。